# Ji Liping
Ji Liping (chiń. 季丽萍; ur. 9 grudnia 1988 w Szanghaju) – chińska pływaczka, dwukrotna medalistka mistrzostw świata.
Specjalizuje się w pływaniu stylem klasycznym. Największym sportowym osiągnięciem zawodniczki jest brązowy medal mistrzostw świata w Szanghaju w 2011 roku na dystansie 100 m tym stylem oraz wicemistrzostwo świata w sztafecie 4x100 m stylem zmiennym. Jest dwukrotną mistrzynią igrzysk azjatyckich (2006, 2010).
Uczestniczka igrzysk olimpijskich w Londynie (2012) na 200 m żabką (13. miejsce) i w sztafecie 4 x 100 m stylem zmiennym (5. miejsce).